# بورلی لین
بورلی لین (انگلیسی: Beverly Lynne؛ زاده ۳۱ اکتبر ۱۹۷۳) یک بازیگر پورنوگرافی اهل ایالات متحده آمریکا است.